# Lillsjön (Tryserums socken, Småland)
Lillsjön är en sjö i Valdemarsviks kommun i Småland och ingår i Söderköpingsån-Vindåns kustområde. Sjön har en area på 0,0832 kvadratkilometer och ligger 15,5 meter över havet.

## Delavrinningsområde
Lillsjön ingår i det delavrinningsområde (644696-155023) som SMHI kallar för Rinner mot Yttre Valdemarsviken. Medelhöjden är 21 meter över havet och ytan är 17,94 kvadratkilometer. Det finns inga avrinningsområden uppströms utan avrinningsområdet är högsta punkten. Avrinningsområdets utflöde mynnar i havet, utan att ha någon enskild mynningsplats. Avrinningsområdet består mestadels av skog (56 procent) och jordbruk (32 procent). Avrinningsområdet har 0,08 kvadratkilometer vattenytor vilket ger det en sjöprocent på 0,4 procent.